# Kristálytan
A kristálytan, idegen szóval krisztallográfia azokkal a szilárd anyagokkal foglalkozik, amelyekben az anyagot fölépítő részecskék (atomok, ionok, molekulák) térrácsszerkezettel rendelkeznek. Az ilyen anyagokban az atomok, az ionok vagy a molekulák meghatározott rendben, egy térbeli rács (a kristályrács) rácspontjaiban helyezkednek el. A térbeli rácsban elrendezett anyagok külső megjelenése is utalhat a belső szerkezetre.

## A kristálytanban vizsgált anyagok szerkezetének főbb vonásai
A kristályos anyagokban fennálló térbeli rácsszerkezet következtében a legtöbb kristály kémiai és fizikai tulajdonságai irányoktól függőek, (az anyagok anizotrópiája). A kristályrácsban elrendezett anyag külső megjelenésében is megnyilvánulhat a belső rend. A leggyakoribb alaktani megjelenés a síklapokkal határolt kristályforma.
Nicolaus Steno dán orvos és természettudós nevéhez fűződik az a törvény, amely az ásványok külső alakjáról közöl megállapítást. Ez a lapszögállandóság törvénye (1669), amely kimondja, hogy „a kristályos anyag különböző kifejlődésű kristályain a megfelelő lapok által bezárt szög az illető anyagra jellemző, állandó érték”.

## Geometriai kristálytan

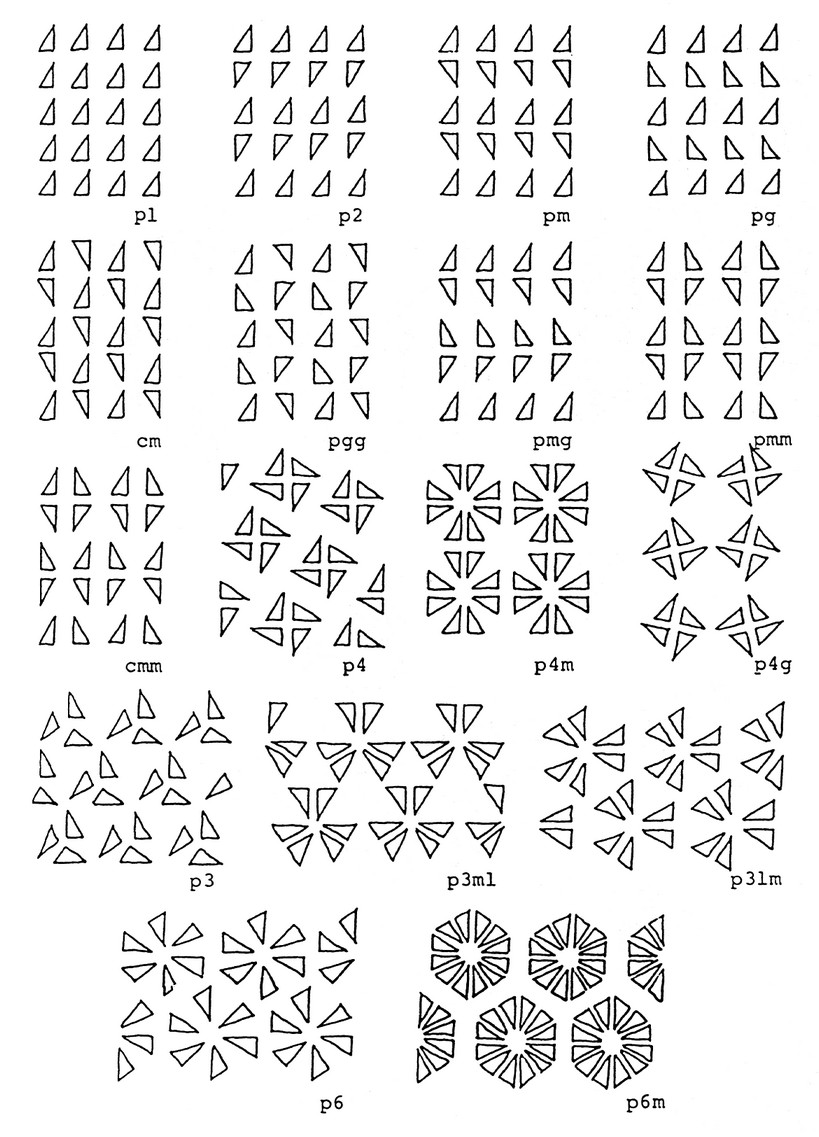
A díszítőművészetben gyakran előforduló síkmintázatok a 17 íblei szimmetriacsoport szerint rendezhetők el. A kristálytanban a 17 szimmetriacsoport szerepére Pólya György hívta föl a figyelmet cikkében. Bérczi Szaniszló rajza a Szimmetria és struktúraépítés című tankönyvből.

A térbeli ismétlődéses rend törvényeit a geometria fogalmazza meg. A térbeli ismétlődés során szimmetriák jönnek létre, melyeket a szimmetriaelemekkel, ill. a szimmetria-transzformációkkal írhatunk le. A geometria-kristálytan foglalja össze ezeket az ismereteket.
A legegyszerűbb 1D esetben az egyenes mentén jön létre ismétlődés. Ezt négyféle szimmetria művelettel valósíthatjuk meg: eltolással, tükrözéssel, csúsztatva-tükrözéssel és félfordulattal. Az egyenes mentén, ha tudjuk, hogy az egyenes síkba van beágyazva, hétféle szimmetriacsoportot különböztet meg a geometriai kristálytan. (lásd: Szimmetria).
A 2D síkbeli esetben egyre összetettebb mintázatok alakulnak ki és 17-féle alapesetet ismer a geometriai kristálytan. A 3D térbeli esetben pedig 230 tércsoportnak nevezett szerkezetet különböztet meg a geometriai kristálytan tudománya.